# Graham Watson
Graham Watson (ur. 23 marca 1956 w Rothesay) – brytyjski polityk, poseł do Parlamentu Europejskiego IV, V, VI i VII kadencji (1994–2014).

## Życiorys
Studiował języki nowożytne na Heriot-Watt University w Edynburgu. Pracował jako tłumacz, pracownik administracji uniwersyteckiej, dyrektor biura poselskiego lidera Partii Liberalnej Davida Steela. W latach 1988–1994 był urzędnikiem bankowym w HSBC w Londynie i Hongkongu.
W latach 70. i 80. był działaczem młodzieżówki liberalnej, zostając jej wiceprzewodniczącym (1977–1979), a następnie sekretarzem generalnym (1979–1981) International Federation of Liberal and Radical Youth. Należał do współzałożycieli Europejskiego Forum Młodzieży.
W wyborach w 1994 jako pierwszy (obok Robina Teversona) w historii kandydat brytyjskich liberałów został wybrany do Parlamentu Europejskiego. W kolejnych wyborach (w 1999, 2004, 2009), już po wprowadzeniu ordynacji proporcjonalnej, z powodzeniem ubiegał się o reelekcję.
W Parlamencie Europejskim był m.in. członkiem Komisji Spraw Gospodarczych i Monetarnych (1994–1999) oraz przewodniczącym Komisji Wolności Obywatelskich, Sprawiedliwości i Spraw Wewnętrznych (1999–2002). W 2002 zastąpił Pata Coxa na stanowisku lidera frakcji liberalnej. Pełnił tę funkcję do 2009, początkowo jako przewodniczący grupy Europejskich Liberałów, Demokratów i Reformatorów (ELDR), a od 2004 nowo utworzonego Porozumienia Liberałów i Demokratów na rzecz Europy (ALDE). W 2014 nie uzyskał reelekcji. W latach 2011–2015 pełnił funkcję przewodniczącego Partii Europejskich Liberałów, Demokratów i Reformatorów, od 2012 działającej jako Partia Porozumienia Liberałów i Demokratów na rzecz Europy.
W trakcie VI kadencji PE był krytykiem nieformalnej tzw. wielkiej koalicji chadeków i socjalistów, która dominowała w Parlamencie Europejskim, opowiadając się za koalicją centroprawicową, która obejmowałaby chadeków i liberałów. Mandat europosła wykonywał do 2014.

## Życie prywatne
Jest żonaty, ma dwoje dzieci. Uzyskał również obywatelstwo włoskie.